# Federal Correctional Institution, Loretto
Die Federal Correctional Institution, Loretto (FCI Loretto) ist ein US-amerikanisches Bundesgefängnis in der Nähe der Stadt Loretto, Pennsylvania. Es hat die mittlere Sicherheitsstufe und beherbergt nur Männer.
Das Gefängnis befindet sich im Westen Pennsylvanias zwischen Altoona und Johnstown östlich der größeren Stadt Pittsburgh. Im Wesentlichen werden dort Gefangene inhaftiert, die ihren Prozess vor dem United States District Court for the Western District of Pennsylvania, dem lokalen Bundesgericht, erwarten.

## Geschichte
FCI Loretto war ursprünglich ein Kloster der Franziskaner, das zum Gefängnis umgebaut wurde. Es hatte ursprünglich eine sehr geringe Sicherheitsstufe, die ersten 15 Häftlinge saßen wegen geringfügiger Delikte und halfen den Mönchen bei der täglichen Arbeit.

## Bekannte Insassen
| Name                      | Status                                                 | Details |
| ------------------------- | ------------------------------------------------------ | --- |
| Vincent Leibell           | Im Juli 2010 trat er eine 21-monatige Haftstrafe an.   | Republikanischer Senator des Bundesstaates New York. Saß zwischen 1994 und 2010 wegen Korruptionsdelikten.                     |
| John G. Rowland           | Im Februar 2006 entlassen.                             | Republikanischer Politiker. Er war der 86. Gouverneur des Staates Connecticut und saß mehrere Jahre wegen Korruptionsdelikten. |
| Anthony Graziano          | 2010 ins Federal Correctional Complex, Butner verlegt. | Früherer Consigliere der Bonanno-Familie.                                                                                      |
| John Kiriakou             | Im Februar 2015 entlassen.                             | Ehemaliger Mitarbeiter der Central Intelligence Agency.                                                                        |
| Miguel Rodríguez Orejuela | Entlassung für den 15. Juli 2028 vorgesehen.           | Kolumbianischer Drogenhändler des Cali-Kartells.                                                                               |